# Max Tonetto
Massimiliano Tonetto, detto Max (Trieste, 18 novembre 1974), è un ex calciatore italiano, di ruolo difensore.

## Biografia
Suo figlio Mattia (nato nel 2001) è anch'egli un calciatore, di ruolo difensore.

## Caratteristiche tecniche
Dopo aver iniziato come centrocampista, successivamente si è adattato al ruolo di difensore laterale sinistro, con possibilità di impiego come mezzala. Si distingueva per capacità atletiche e tecniche e disciplina tattica.

## Carriera

### Club
Cresciuto nel San Giovanni Trieste, squadra del rione di Trieste di cui è originario, esordisce giovanissimo, nel 1991 in Interregionale. Nel 1992 entra nel settore giovanile della Reggiana, che nel 1993 lo gira in prestito al Fano, in Serie C2, e nel 1994 al Ravenna, in Serie C1. Nel 1995-1996 è in Serie B nella rosa della Reggiana, che ottiene la promozione in Serie A. Esordisce in massima serie il 15 settembre 1996 in Napoli-Reggiana (1-0). Dal 1997 al 1999 veste la maglia dell'Empoli, in Serie A, poi approda al Milan, che ne detiene il cartellino fino al 2001.
Nel 1999-2000 esordisce con i rossoneri nella partita di Coppa Italia Atalanta-Milan (3-2) del 2 dicembre 1999 (unica sua presenza con il Milan in gare ufficiali), poi, nel gennaio 2000, viene girato in prestito al Bologna, con cui milita per la restante parte della stagione. Nella stagione 2000-2001 gioca nelle prime due giornate di campionato contro la Roma, con le maglie del Bologna e del Lecce, dove approda nell'ottobre 2000, a calciomercato ancora aperto: nella fattispecie, disputa Roma-Bologna (2-0) del 1º ottobre 2000 e Lecce-Roma (0-4) del 15 ottobre seguente. Con i salentini, di cui viene nominato capitano nel gennaio 2004, gioca fino al maggio 2004, per un totale di tre stagioni in Serie A inframmezzate da un'annata in Serie B in cui ottiene la promozione.
Nell'estate 2004, svincolatosi, è messo sotto contratto dalla Sampdoria, con cui disputa due stagioni in Serie A, venendo trasformato in centrocampista laterale dal tecnico Walter Alfredo Novellino. A maggio 2006, svincolatosi nuovamente, passa alla Roma, con cui firma un contratto fino al 2008 e con cui vince la Coppa Italia 2006-2007 e 2007-2008 e la Supercoppa italiana del 2007. Il 22 marzo 2008, contro una delle sue ex squadre, l'Empoli, segna il suo primo gol con la maglia romanista.
Raggiunge l'apice della carriera con la squadra giallorossa, facendosi apprezzare per spirito di abnegazione e prestazioni di sostanza lungo la fascia del campo. Nel marzo 2009 fallisce l'ultimo dei tiri di rigore in casa contro l'Arsenal, nella sfida di ritorno degli ottavi di finale di UEFA Champions League che segna l'eliminazione dei capitolini. Lascia il club romano il 30 giugno 2010, dopo aver trascorso l'intera ultima stagione in infermeria a causa dei problemi alla caviglia, che lo hanno costretto ad operarsi un paio di volte. Qualche mese dopo, essendo rimasto svincolato, decide di ritirarsi dall'attività agonistica.

### Dopo il ritiro
Vive e lavora a Roma, dove intraprende la carriera di imprenditore insieme all’ex compagno di squadra Simone Perrotta con l’apertura di una palestra/scuola calcio e la carriera radiofonica collaborando prima con l'emittente radiofonica ReteSport e poi con la radio ufficiale della Roma, Roma Radio.
Nell'estate del 2012 è ospite delle varie trasmissioni tematiche della Rai per gli Europei.
Vince nel 2016 il Premio “Sette Colli”, riconoscimento riservato alle bandiere giallorosse.
Ideatore della SSD Play Footvolley organizza e Partecipa a tantissimi eventi di promozione del Footvolley come Ambassador insieme a Aldair, Mancini e tanti altri ex colleghi del mondo del calcio, a livello nazionale e internazionale. Inoltre è vice presidente della Jem's Soccer Academy maschile e femminile

### Nazionale
Convocato dal CT Roberto Donadoni, fa il suo esordio in nazionale il 2 giugno 2007, a 32 anni, nella partita Isole Fær Øer-Italia (1-2).
Ha fatto anche parte della nazionale italiana di beach soccer.

## Statistiche

### Presenze e reti nei club
Statistiche aggiornate al 16 maggio 2010.
| Stagione         | Squadra          | Campionato       | Campionato | Campionato | Coppa nazionali | Coppa nazionali | Coppa nazionali | Coppe continentali | Coppe continentali | Coppe continentali | Altre coppe | Altre coppe | Altre coppe | Totale | Totale |
| Stagione         | Squadra          | Comp             | Pres       | Reti       | Comp            | Pres            | Reti            | Comp               | Pres               | Reti               | Comp        | Pres        | Reti        | Pres   | Reti   |
| ---------------- | ---------------- | ---------------- | ---------- | ---------- | --------------- | --------------- | --------------- | ------------------ | ------------------ | ------------------ | ----------- | ----------- | ----------- | ------ | ------ |
| 1997-1998        | Empoli           | A                | 30         | 3          | CI              | 2               | 0               | -                  | -                  | -                  | -           | -           | -           | 32     | 3      |
| 1998-1999        | Empoli           | A                | 31         | 1          | CI              | 2               | 0               | -                  | -                  | -                  | -           | -           | -           | 33     | 1      |
| Totale Empoli    | Totale Empoli    | Totale Empoli    | 61         | 4          |                 | 4               | 0               |                    | -                  | -                  |             | -           | -           | 65     | 4      |
| 1999-gen. 2000   | Milan            | A                | 0          | 0          | CI              | 1               | 0               | UCL                | 0                  | 0                  | -           | -           | -           | 1      | 0      |
| gen.-giu. 2000   | Bologna          | A                | 11         | 0          | CI              | -               | -               | CU                 | -                  | -                  | -           | -           | -           | 11     | 0      |
| set.-ott. 2000   | Bologna          | A                | 1          | 0          | CI              | 1               | 0               | -                  | -                  | -                  | -           | -           | -           | 2      | 0      |
| Totale Bologna   | Totale Bologna   | Totale Bologna   | 12         | 0          |                 | 1               | 0               |                    | -                  | -                  |             | -           | -           | 13     | 0      |
| ott. 2000-2001   | Lecce            | A                | 30         | 1          | CI              | -               | -               | -                  | -                  | -                  | -           | -           | -           | 30     | 1      |
| 2001-2002        | Lecce            | A                | 32         | 0          | CI              | 0               | 0               | -                  | -                  | -                  | -           | -           | -           | 32     | 0      |
| 2002-2003        | Lecce            | B                | 36         | 0          | CI              | 2               | 0               | -                  | -                  | -                  | -           | -           | -           | 38     | 0      |
| 2003-2004        | Lecce            | A                | 33         | 1          | CI              | 1               | 0               | -                  | -                  | -                  | -           | -           | -           | 34     | 1      |
| Totale Lecce     | Totale Lecce     | Totale Lecce     | 131        | 2          |                 | 3               | 0               |                    | -                  | -                  |             | -           | -           | 134    | 2      |
| 2004-2005        | Sampdoria        | A                | 33         | 5          | CI              | 1               | 0               | -                  | -                  | -                  | -           | -           | -           | 34     | 5      |
| 2005-2006        | Sampdoria        | A                | 33         | 3          | CI              | 2               | 0               | CU                 | 5                  | 0                  | -           | -           | -           | 40     | 3      |
| Totale Sampdoria | Totale Sampdoria | Totale Sampdoria | 66         | 8          |                 | 3               | 0               |                    | 5                  | 0                  |             | -           | -           | 74     | 8      |
| 2006-2007        | Roma             | A                | 30         | 0          | CI              | 6               | 0               | UCL                | 7                  | 0                  | SI          | 1           | 0           | 44     | 0      |
| 2007-2008        | Roma             | A                | 35         | 1          | CI              | 7               | 0               | UCL                | 8                  | 0                  | SI          | 1           | 0           | 51     | 1      |
| 2008-2009        | Roma             | A                | 14         | 0          | CI              | 0               | 0               | UCL                | 4                  | 0                  | SI          | 1           | 0           | 19     | 0      |
| 2009-2010        | Roma             | A                | 4          | 0          | CI              | 1               | 0               | UEL                | 3                  | 0                  | -           | -           | -           | 8      | 0      |
| Totale Roma      | Totale Roma      | Totale Roma      | 84         | 1          |                 | 14              | 0               |                    | 22                 | 0                  |             | 3           | 0           | 123    | 1      |
| Totale carriera  | Totale carriera  | Totale carriera  | 354        | 15         |                 | 26              | 0               |                    | 27                 | 0                  |             | 3           | 0           | 410    | 15     |

### Cronologia delle presenze in nazionale
| Cronologia completa delle presenze e delle reti in nazionale ― Italia | Cronologia completa delle presenze e delle reti in nazionale ― Italia | Cronologia completa delle presenze e delle reti in nazionale ― Italia | Cronologia completa delle presenze e delle reti in nazionale ― Italia | Cronologia completa delle presenze e delle reti in nazionale ― Italia | Cronologia completa delle presenze e delle reti in nazionale ― Italia | Cronologia completa delle presenze e delle reti in nazionale ― Italia | Cronologia completa delle presenze e delle reti in nazionale ― Italia |
| Data                                                                  | Città                                                                 | In casa                                                               | Risultato                                                             | Ospiti                                                                | Competizione                                                          | Reti                                                                  | Note                                                                  |
| --------------------------------------------------------------------- | --------------------------------------------------------------------- | --------------------------------------------------------------------- | --------------------------------------------------------------------- | --------------------------------------------------------------------- | --------------------------------------------------------------------- | --------------------------------------------------------------------- | --------------------------------------------------------------------- |
| 2-6-2007                                                              | Tórshavn                                                              | Fær Øer                                                               | 1 – 2                                                                 | Italia                                                                | Qual. Euro 2008                                                       | -                                                                     |                                                                       |
| Totale                                                                |                                                                       | Presenze                                                              | 1                                                                     |                                                                       | Reti                                                                  | 0                                                                     |                                                                       |

## Palmarès

### Club

#### Competizioni nazionali
- Coppa Italia: 2

Roma: 2006-2007, 2007-2008
- Supercoppa italiana: 1

Roma: 2007